# Aartsbisdom Dijon

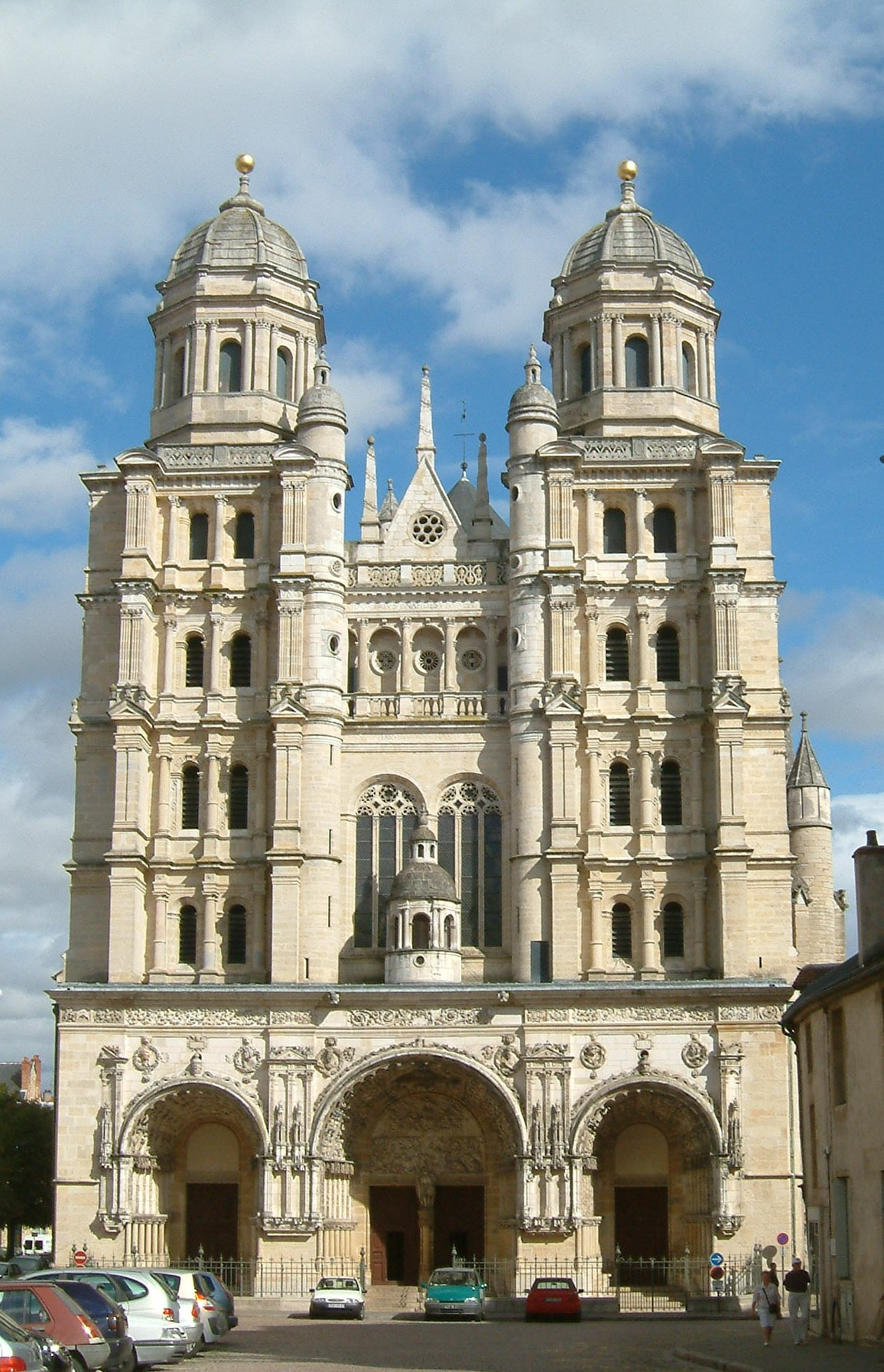
Kerk van Saint Michel, Dijon

Het Aartsbisdom Dijon (Latijn: Archidioecesis Divionensis, Frans: Archidiocèse de Dijon) in het Franse departement Côte-d'Or werd na onsuccesvolle pogingen gedurende de 16e en 17e eeuw uiteindelijk op 9 april 1731 als bisdom gesticht. Het bisdom zetelt in Dijon en maakt deel uit van de kerkprovincie Lyon (Aartsbisdom Lyon).
In 1822 stond het enkele gebieden af aan het bisdom Langres, waarvan het gedeeltelijk ook zelf deel uitmaakte voor 1731. Op 16 december 2002 werd het bisdom Dijon verheven tot aartsbisdom. Als suffragane bisdommen telt het bisdom Autun, de prelatuur Mission de France o Pontigny, bisdom Nevers en bisdom Sens-Auxerre. 
In 1990 telde het diocees 395.000 gelovigen (82% van de bevolking), in 2003 steeg dit aantal tot ruim 408.000 (81% van de bevolking). Het aantal priesters daalde van 260 naar 216 in dezelfde periode, terwijl het aantal diakens steeg van 6 naar 26. Het aantal religieuzen bleef gelijk (527). 
Aartsbisschop van Dijon is sinds 2004 Roland Minnerath.